# Bente Pflug
Bente Pflug (* 21. Februar 1989 als Bente Kraus in Berlin) war eine deutsche Eisschnellläuferin und Spezialistin für die Langstrecken.
Bente Pflug ist Sportsoldatin und lebt in Berlin. Sie startete bis 2005 für den Sportclub Berlin, seitdem für die Eisbären Juniors Berlin. Bis 2008 wurde sie von Alfred Kraus trainiert, danach von André Hoffmann und seit 2010 von Thomas Schubert. Sie gewann als Juniorin beziehungsweise im U23-Bereich drei deutsche Meistertitel. In der Mannschaftsverfolgung gewann sie zudem 2008 den Vizeweltmeistertitel bei der Juniorenweltmeisterschaft in Changchun.
Zur Saison 2010/11 debütierte sie in Heerenveen zum Auftakt der Saison im Eisschnelllauf-Weltcup und wurde Sechste der B-Gruppe über 3000 Meter. Höhepunkt der Saison wurde die Eisschnelllauf-Mehrkampfeuropameisterschaft 2011 in Klobenstein, bei der sie 18. wurde. Bei den German Open in Inzell gewann sie den Mehrkampf. In Heerenveen konnte Kraus in der Saison 2011/12 in der Mannschaftsverfolgung bei ihrem ersten Rennen in der A-Gruppe mit Isabell Ost und Katrin Mattscherodt Siebte werden. Die Eisschnelllauf-Einzelstreckenweltmeisterschaften 2012 in Heerenveen beendete sie als 13. über 5000 Meter. Ein Jahr später verpasste sie in Sotschi mit der Mannschaft als Viertplatzierte knapp eine Medaille, zudem wurde sie Achte über 3000 und Siebte über 5000 Meter. In der Saison 2013/14 gelang ihr die Qualifikation für die Olympischen Winterspiele 2014 in Sotschi.
National gewann Pflug bislang zwei Deutsche Vizemeisterschaften und wurde fünf Mal Dritte.
2018 heiratete sie den Eisschnellläufer Jonas Pflug.